# Stativerne paa Morgenkommers
Stativerne paa Morgenkommers er en dansk stumfilm fra 1908 produceret af Nordisk Films Kompagni og instrueret af Viggo Larsen.

## Medvirkende
- Oscar Stribolt